# Microtus qazvinensis
Microtus qazvinensis là một loài động vật có vú trong họ Cricetidae, bộ Gặm nhấm. Loài này được Golenishchev mô tả năm 2003.